# 柬埔寨國家足球隊
柬埔寨國家足球隊是柬埔寨官方的男子國家足球代表隊，由柬埔寨足球總會負責管轄，1970年至1975年曾經以高棉共和國國家足球隊之名義作賽，現時屬於國際足協及亞洲足協成員國之一。由於柬埔寨對足球運動甚不熱心，因此很少參加國際賽事。柬埔寨歷史上最佳國際賽成績就是1972年亞洲盃足球賽獲得殿軍，可是當時只有6支參賽球隊。
柬埔寨在2022年世界盃足球賽的資格賽中首戰在主場以1-1戰平香港，是柬埔寨在世界盃資格賽的首個積分，之後0-1敗給巴林，但之後分別以0-14、0-4和0-2輸給
伊朗、伊拉克和香港，在2021年，柬埔寨分別以0-8、1-4和0-10大敗於巴林、伊拉克和伊朗，總共進了2球、被進了44球、積1分小組墊底出局。

## 世界盃足球賽成績
- 1930年 至 1994年－沒有參加
- 1998年－外圍賽出局
- 2002年－外圍賽出局
- 2006年－沒有參加
- 2010年－外圍賽出局
- 2014年－外圍賽出局
- 2018年－外圍賽出局
- 2022年－外圍賽出局
- 2026年－外圍賽出局

## 亞洲盃足球賽成績
- 1956年－外圍賽出局
- 1960年－沒有參加
- 1964年－沒有參加
- 1968年－外圍賽出局
- 1972年－殿軍
- 1976年 至 1996年－沒有參加
- 2000年－外圍賽出局
- 2004年 至 2015年－沒有參加
- 2019年－外圍賽出局
- 2023年－外圍賽出局

## 東南亞足球錦標賽成績
- 1996年－第一圈
- 1998年－外圍賽出局
- 2000年 至 2004年－第一圈
- 2007年－外圍賽出局
- 2008年－第一圈
- 2010年 至 2014年－外圍賽出局
- 2018年－第一圈

## 亞足聯挑戰盃成績
- 2006年－第一圈
- 2008年 至 2014年－外圍賽出局